# Una família de superherois
Una família de superherois (noruec: Helt super) és una pel·lícula noruega de superherois animada per ordinador del 2022 dirigida per Rasmus A. Sivertsen i produïda per Qvisten Animation. Segueix la Hedvig, una videojugadora d'onze anys que té l'encàrrec d'assumir el paper d'un superheroi, el Superlleó, del seu pare. S'ha doblat i subtitulat al català.
La pel·lícula es va estrenar als cinemes noruecs el 30 de setembre de 2022. Va ser seleccionada per projectar-se al 73è Festival Internacional de Cinema de Berlín, però la primera projecció al festival el 20 de febrer de 2023 es va cancel·lar per preocupacions de blackface, tot i l'objecció dels cineastes i de l'Institut Noruec de Cinematografia.

## Repartiment original
- Hennika Eggum Huuse com a Hedvig
- Todd Monrad Vistven com a Thomas
- Johannes Kjærnes com Adrian
- Tobias Santelmann com a Superlleó
- Kari Simonsen com a àvia
- Henriette Marø com a professora
- Line Verndal com a tia
- Atle Antonsen com a oncle
- Desta Marie Beeder com a periodista
- Charlotte Frogner com a mare